# Хангыль
Хангы́ль (кор. 한글), чосонгы́ль (조선글), корёгы́ль (고려글) — фонетическое консонатно-вокалическое письмо (каждый знак означает одну фонему, при этом обозначаются и гласные, и согласные звуки) корейского языка. Отличительной особенностью хангыля является то, что буквы объединяются в блоки, примерно соответствующие слогам. 
Этот вид письменности был разработан в середине XV века. Он является в настоящее время основным в Республике Корея и единственным в Корейской Народно-Демократической Республике. Постановление о новой письменности было издано ваном Седжоном в 1443 году и называлось Хунмин чоным (훈민정음).

## Названия

### Официальные названия
Современное название письменности — хангыль (한글) — было введено Чу Сигёном в 1912 году. Оно одновременно означает «великая письменность» на древнекорейском и «корейская письменность» на современном корейском языке. На ханче это название записать нельзя, хотя первый слог — хан (한), использующийся в значении «корейский» — может быть записан как 韓. Слог 글 — исконно корейский; когда-то он записывался созданным в Корее иероглифом 㐎.
Согласно мнению некоторых учёных, изначально алфавит назывался Хунмин Чоным (кор. 훈민정음?, 訓民正音?; см. историю). В КНДР распространено название Чосон мунча (кор. 조선 문자), как соответствующее другому названию страны.

### Другие названия
- Чосонгыль (조선글), «чосонская письменность» — используется в КНДР, по принятому там самоназванию Кореи — Чосон (조선).
- Уригыль (우리글), «наша письменность» — название используется как в Северной, так и в Южной Корее.
- Куксо (국서 / 國書) и кунмун (국문 / 國文), «национальное письмо» — эти названия использовались в начале XX века, сейчас считаются устаревшими.

До начала XX века в литературе хангыль практически не использовался, считался слишком простым. Вместо него использовалась основанная на китайских иероглифах письменность ханча. Литературная элита Кореи называла хангыль надменно:
- Онмун (кор. 언문?, 諺文?; «народное письмо»).
- Амгыль (암글; «женское письмо»). 암, вероятно, происходит от иероглифа 陰, инь, который, поставленный перед существительным, обозначает женский род.
- Ахэткыль (아햇글 или 아해글; «детское письмо»).

Эти названия сейчас, однако, считаются устаревшими. Ханча редко используется в Южной Корее и почти не используется в Северной Корее.

## История

Страница из Хунмин Чоным. Колонка, написанная на хангыле, 나랏말ㅆ̖미, имеет диакритический знак тонового ударения.

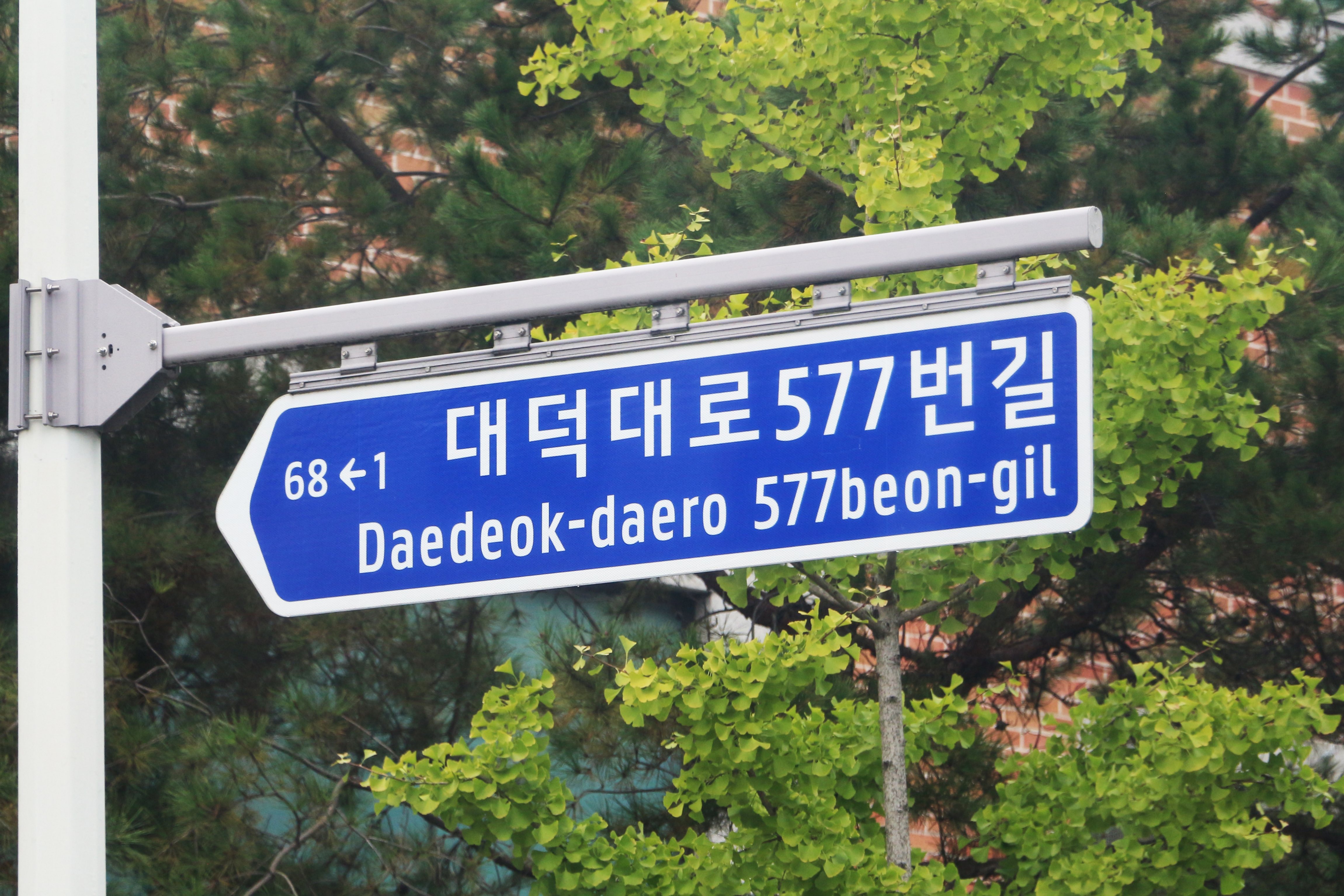
Дорожный указатель на хангыле и латинице в Республике Корея

Хангыль был создан группой корейских учёных и пущен в обиход в 1443 году; работа шла по заказу четвёртого царя династии Чосон Сечжона Великого.
Существует также легенда, что хангыль был изобретён буддистским монахом Соль Чхоном. В то время буддистская литература пользовалась популярностью, однако значительной частью была написана на тибетском и санскрите, в основе письменности которых лежало письмо брахми.
Хангыль является фонетическим консонатно-вокалическим письмом (каждому знаку соответствует своя фонема, при этом обозначаются и гласные, и согласные звуки). По мнению лингвиста Гэри Ледьярда, одним из источников хангыля было монгольское квадратное письмо, созданное Пагба-ламой. А. А. Бурыкин обращает внимание на сходство корейских знаков для гласных с монгольскими.
Проект хангыля был закончен в конце 1443 — начале 1444 года и был издан в 1446 в документе, озаглавленном «Хунмин Чоным» («Наставление народу о правильных звуках»). Алфавит был назван по названию этого документа. Дата выхода в свет «Хунмин Чоным», 9 октября, отмечается как День хангыля в Южной Корее. В Северной Корее этот день отмечается 15 января.
Распространённое предание гласило, что царь Седжон придумал общий рисунок знаков, увидев запутанную рыболовецкую сеть, однако чисто фольклорная основа предания получила подтверждение после обнаружения в 1940 году документа, датированного 1446 годом и озаглавленного «Хунмин Чоным Хэре» («Объяснения и примеры „Хунмин Чоным“»). Этот документ объясняет форму букв, обозначающих согласные звуки, со стороны артикуляционной фонетики, а форму букв, обозначающих гласные, — со стороны философии инь и ян и гармонии гласных.
Царь Седжон объяснял, что он создал новую письменность потому, что корейский язык отличается от китайского, и использованию китайских иероглифов очень трудно научиться простому люду. В то время грамоте обучались только мужчины, принадлежащие к аристократической прослойке общества («янбаны»), а большинство корейцев было безграмотно.
Хангыль встретил ярое сопротивление со стороны литературной элиты, которая признавала только ханчу в качестве письменности. Ярким примером такого сопротивления можно назвать протест Чхве Малли и других конфуцианских философов в 1444 году.
Впоследствии правительство страны охладело к хангылю. Ёнсангун, десятый царь династии Чосон, в 1504 году запретил изучение хангыля и наложил запрет на использование хангыля в документообороте, а царь Чунджон в 1506 году упразднил министерство Онмун (народного письма). Впоследствии хангыль использовался в основном женщинами и малограмотными людьми, поскольку хангыль, имеющий только 51 знак, был намного проще для освоения по сравнению с китайским письмом, насчитывающим тысячи иероглифов.
В конце XIX века после попыток Японии распространить своё влияние на Корейском полуострове в стране поднялось национальное движение. Хангыль стал национальным символом. После реформы Кабо (кор. 갑오개혁?, 甲午改革?) в 1894 году хангыль впервые появился в официальных документах.
После аннексирования Кореи Японией в 1910 году хангыль стали преподавать в школах при противодействии японской оккупации, проводившей политику культурной ассимиляции, однако впоследствии в годы японского колониального правления хангыль стал стандартным языком публикаций, например, стандартная система хангыля от 29 октября 1933 года. В 1940 была опубликована система транскрибирования хангыля на другие языки. В это время корейская письменность была смешением ханчи и хангыля, наподобие смешанной японской системы: корни слов записывались на ханче, а грамматические формы — на хангыле.
После получения независимости от Японии в 1945 году Корея стала использовать хангыль в качестве официальной письменности. Смешанная система с тех пор сдала позиции. Сегодня вкрапления на ханче можно найти в заголовках газет, лозунгах, названиях ресторанов.
В КНДР в 1949 была принята попытка реформы хангыля, не получившая хода из-за репрессирования её инициатора.
В середине 1950-х годов профессор Александр Холодович разработал систему транскрипции хангыля с использованием кириллицы. Вскоре эта система была доработана советским и российским кореистом Львом Концевичем и ныне называется системой Концевича.
В XXI веке началось строительство музея хангыля.

## Состав алфавита
Знаки хангыля называются чамо (кор. 자모?, 字母?, заимствование из кит. zìmǔ — цзыму) или нассори (낱소리). Ча (кит. 字 цзы) означает «буква», а мо (кит. 母 му) переводится как «мать». Чамо — основные блоки, из которых построена корейская письменность.
Всего существует 51 чамо, 24 из которых эквивалентны буквам обычного алфавита. Остальные 27 чамо представляют собой сочетание двух или трёх букв (диграфы и триграфы). Из 24 простых чамо четырнадцать являются согласными (чаым, кор. 자음?, 子音? «детские звуки»), а остальные десять являются гласными (моым, кор. 모음?, 母音? «материнские звуки»). Из шестнадцати диграфов пять сильных согласных образуются из сдвоенных простых согласных (см. ниже), а остальные одиннадцать образуются из разных букв. Десять гласных чамо соединяются в одиннадцать дифтонгов. 
Далее дан полный состав алфавита:
- 14 простых согласных: ㄱㄴㄷㄹㅁㅂㅅㅇㅈㅊㅋㅌㅍㅎ, плюс устаревшие ㅿㆁㆆㅱㅸㆄ
- 10 простых гласных: ㅏㅓㅗㅜㅡㅣㅑㅕㅛㅠ, а также устаревший ㆍ
- 5 сильных (сдвоенных) согласных: ㄲㄸㅃㅆㅉ, плюс устаревшие ㅥㆀㆅㅹ
- 11 диграфов: ㄳㄵㄶㄺㄻㄼㄽㄾㄿㅀㅄ, плюс устаревшие ㅦㅧㅨㅪㅬㅭㅮㅯㅰㅲㅳㅶㅷㅺㅻㅼㅽㅾㆂㆃ и устаревшие триграфы ㅩㅫㅴㅵ
- 11 дифтонгов: ㅐㅒㅔㅖㅘㅙㅚㅝㅞㅟㅢ, плюс устаревшие ㆎㆇㆈㆉㆊㆋㆌ

Согласные ㅊ (чхиыт), ㅋ (кхиык), ㅌ (тхиыт), и ㅍ (пхиып) являются придыхательными производными от ㅈ (чиыт), ㄱ (киёк), ㄷ (тигыт) и ㅂ (пиып) соответственно.
Двойные буквы: ㄲ (ссангиёк: ссан- 쌍 «двойной»), ㄸ (ссандигыт), ㅃ (ссанбиып), ㅆ (ссансиот) и ㅉ (ссанджиыт). Двойные чамо используются для обозначения не сдвоенного, а усиленного звука.

### Письменное обозначение чамо
Внешний вид букв хангыля был выстроен на научной основе.
К примеру, согласная чамо ㅌ (придыхательное т, [tʰ]) построена из трёх горизонтальных палочек, каждая из которых имеет свой смысл: верхняя показывает, что ㅌ — взрывной звук, как и ㄱ (k / g), ㄷ (t/ d), ㅂ (p/b), ㅈ (ʧ / ʤ), каждая из которых имеет такую палочку (последняя буква является аффрикатой, последовательностью  взрывного и фрикативного); средняя палочка показывает, что ㅌ является придыхательной согласной, как и ㅎ (х), ㅋ (kh), ㅍ (ph), ㅊ (ʧh), которые также имеют такую палочку; нижняя палочка показывает, что ㅌ является корональным звуком, как и ㄴ (n), ㄷ (t / d), и ㄹ (l / ɾ/ n). Две устаревшие согласные, ᇰ и ᇢ, имеют двойное произношение и состоят из двух элементов, поставленных при письме один над другим для того, чтобы представлять эти два произношения: заднеязычный н ([ŋ]) / немой звук для ᇰ и [m]/ [w] для ᇢ.
Для гласных чамо короткая палочка, соединённая с главной линией, показывает, что звук имеет пару, начинающуюся на звук й. Если таких палочек две, это значит, что гласная начинается на звук й. Положение палочки показывает, к какому началу по идеологии инь и ян принадлежит гласная: «светлому» (сверху или справа) или «тёмному» (снизу или слева). В современных чамо дополнительная вертикальная палочка показывает умлаут, отделяя ㅐ([ɛ]), ㅔ ([e]), ㅚ ([ø]), ㅟ ([y]) от ㅏ ([a]), ㅓ ([ʌ]), ㅗ ([o]), ㅜ ([u]). Это, однако, не является преднамеренным дизайном, а скорее естественным развитием гласных из дифтонгов, оканчивающихся на ㅣ([i]). Действительно, во многих корейских диалектах, включая официальный сеульский диалект корейского языка, некоторые из них являются дифтонгами до сих пор.
Кроме чамо, в хангыле изначально применялся диакритический знак для того, чтобы показывать тоновое ударение. Слог с восходящим тоновым ударением маркировался знаком точки (·) слева от него (при вертикальной записи); слог с нисходящим тоновым ударением маркировался двойной точкой (:). Теперь такие знаки не используются. Хотя долгота гласных была и остаётся фонематически значимой в корейском языке, в хангыле она не показывается, ибо в современном языке в основном только немолодые носители продолжают её отличать.

#### Письменное обозначение согласных
Буквы, обозначающие согласные звуки, распадаются на пять групп, каждая со своей основополагающей формой. На этой основе образуются другие согласные буквы с помощью дополнительных палочек. В «Хунмин Чоным Хэре» основополагающие формы представляют артикуляцию языка, нёба, зубов и горла при произношении этих звуков.
Названия групп взяты из китайской фонетики:
- Задненёбные согласные (кор. 아음?, 牙音? аым — «коренной звук»)
  - ㄱ ([k]), ㅋ ([kʰ])
  - Основополагающая форма: ㄱ представляет собой вид сбоку языка, поднятого к нёбу. ㅋ образуется из ㄱ добавлением палочки, показывающей придыхание.
- Корональные согласные (кор. 설음?, 舌音? сорым — «языковой звук»):
  - ㄴ ([n]) , ㄷ ([t]), ㅌ ([tʰ]), ㄹ (l / ɾ/ n)
  - Основополагающая форма: ㄴ представляет собой вид сбоку кончика языка, прижатого к дёснам. Буквы, образованные из ㄴ, произносятся с похожей артикуляцией. Палочка сверху ㄷ представляет взрывной характер звука. Средняя палочка ㅌ показывает придыхание. Завёрнутая верхушка ㄹ показывает изгиб языка при его произношении.
- Губно-губные согласные (кор. 순음?, 唇音? суным — «губной звук»):
  - ㅁ ([m]) , ㅂ ([p]), ㅍ ([pʰ])
  - Основополагающая форма: ㅁ представляет собой линию губ при их соприкосновении друг с другом. Верхушка буквы ㅂ указывает на то, что звук взрывной. Верхняя палочка ㅍ указывает на придыхание.
- Шипящие согласные (кор. 치음?, 齒音? чхиым — «зубной звук»):
  - ㅅ ([s̬]), ㅈ ([ʧ]), ㅊ ([ʧʰ])
  - Основополагающая форма: ㅅ изначально изображался в виде клиновидного ʌ, без засечки наверху. Он представляет вид зуба сбоку. Палочка, венчающая букву ㅈ, представляет взрывной характер звука. Палочка в ㅊ указывает на придыхательный характер звука.
- Гортанные согласные (кор. 후음?, 喉音? хуым — «горловой звук»):
  - ㅇ ([ʔ, ŋ]), ㅎ ([h])
  - Основополагающая форма: ㅇ представляет собой линию горла. Изначально ㅇ записывался в две буквы, простой кружочек, обозначающий тишину (немая согласная), и кружочек с вертикальной палочкой ㆁ для обозначения заднеязычного н. Кроме того, ранее существовала ныне устаревшая буква ㆆ, представляющая гортанную смычку, обозначающую звук, произносимый горлом. От этой буквы произошла буква ㅎ, в которой дополнительная палочка указывает на придыхание.

#### Письменное обозначение гласных
Запись гласных букв состоит из трёх составляющих:
1. горизонтальная линия, означающая Землю как квинтэссенцию начала инь;
2. точка, означающая Солнце, как квинтэссенцию начала ян, при начертании кисточкой точка превращается в короткую линию;
3. вертикальная линия, означающая человека как сущность, располагающуюся между Землёй и Небом.

Точки (теперь короткие линии) были добавлены к этим основополагающим элементам для того, чтобы отделить простые гласные чамо.
- Простые гласные
  - Горизонтальные: гласные заднего и смешанного ряда:
    - светлое ㅗ (о / у);
    - тёмное ㅜ (у);
    - тёмное ㅡ (ы).

  - Вертикальные: гласные переднего ряда (ㅓ (о) в ходе развития языка перешёл в сторону заднего ряда):
    - светлое ㅏ (а);
    - тёмное ㅓ (о / а);
    - нейтральное ㅣ (и).
- Составные чамо. Звуки о или у перед а или о становятся кратким звуком [w]. При образовании составных гласных должна присутствовать гармония гласных.
  - ㅘ = ㅗ + ㅏ
  - ㅝ = ㅜ + ㅓ
  - ㅙ = ㅗ + ㅐ
  - ㅞ = ㅜ + ㅔ

Составные чамо, заканчивающиеся на ㅣ (и), изначально были дифтонгами, однако постепенно большая часть из них стала чистыми гласными:
- - ㅐ = ㅏ + ㅣ
  - ㅔ = ㅓ + ㅣ
  - ㅙ = ㅘ + ㅣ
  - ㅚ = ㅗ + ㅣ
  - ㅞ = ㅝ + ㅣ
  - ㅟ = ㅜ + ㅣ
  - ㅢ = ㅡ + ㅣ

- Гласные на й: такие звуки представляются добавлением к гласной букве второй короткой палочки. Из семи основных гласных четыре могут использоваться со звуком й впереди (из-за влияния китайской каллиграфии точки стали записываться вплотную к главной линии: ㅓㅏㅜㅗ). Три остальные гласные записываются одиночной линией: ㅡㆍㅣ[10].

Образование гласных на й:
- - ㅑ из ㅏ
  - ㅕ из ㅓ
  - ㅛ из ㅗ
  - ㅠ из ㅜ

Для дифтонгов:
- - ㅒ из ㅐ
  - ㅖ из ㅔ

Система гармонии гласных в корейском языке XV века была более последовательной, чем в современном языке. Гласные в грамматических морфемах изменялись в соответствии с рядом стоящими звуками, распадаясь на две группы, которые гармонировали друг с другом. Это влияло на морфологию языка, а корейская фонология объясняла эти две группы с позиций разделения на инь и ян: если у корня слова были ян (светлые) гласные, то большая часть суффиксов, которые могли использоваться с этим корнем, также должны были иметь гласные ян; и наоборот, гласные инь (тёмные) сочетались с суффиксами, также содержащими гласные инь. Была и третья группа, которая являлась промежуточной (нейтральной); такие гласные могли сочетаться с другими гласными из обеих групп.
Нейтральная гласная — это ㅣ (и). Гласные инь — это ㅡㅜㅓ (ы, у, о); (точка внизу или слева — направления инь). Гласные ян — этоㆍㅗㅏ (э, о, а) (точка вверху или справа — направления ян). Документ «Хунмин Чоным Хэре» провозлашает, что формы букв без точек (ㅡㆍㅣ) должны быть выбраны так, чтобы символизировать основополагающие начала инь, ян и того, что между ними: Землю, Небо и Человека (буква ㆍ (э) сейчас не используется).
В записи гласных хангыля также используется и третий параметр: использование ㅡ в качестве письменной основы для ㅜ и ㅗ, и ㅣ как графическая база для ㅓ и ㅏ. Причиной разделения является звучание этих букв в XV веке. Сейчас есть неопределённость со следующими тремя гласными: ㆍㅓㅏ. Некоторые лингвисты настаивают на произношении *a, *ɤ, *e соответственно, другие на произношении *ə, *e, *a. Тем не менее горизонтальные гласные ㅡㅜㅗ все являются гласными заднего ряда [*ɯ, *u, *o] и таким образом образуют однородную фонетическую группу.

### Порядок букв
Алфавитный порядок букв в хангыле не предусматривает смешения согласных и гласных букв. Порядок схож с соответствиями из индийских письменностей: сначала задненёбные звуки, затем коронарные, губные, шипящие и так далее. Тем не менее, в отличие от индийских письменностей, гласные следуют за согласными, а не разбросаны среди них.
Современный алфавитный порядок был утвержден Чхве Седжином в 1527 году. Это было перед тем, как появились двойные буквы, представляющие сильные согласные, и перед разделением букв ㅇ и ㆁ. Таким образом, когда южнокорейское и северокорейское правительства придавали официальный статус хангылю, они разместили эти буквы по-разному.

#### Южнокорейский порядок
Южнокорейский порядок согласных чамо:
|  | ㄱ  | ㄲ  | ㄴ  | ㄷ  | ㄸ  | ㄹ  | ㅁ  | ㅂ  | ㅃ  | ㅅ  | ㅆ  | ㅇ      | ㅈ   | ㅉ   | ㅊ    | ㅋ   | ㅌ   | ㅍ   | ㅎ  |
|  | [k] | [k͈] | [n] | [t] | [t͈] | [l] | [m] | [p] | [p͈] | [s] | [s͈] | [∅]/[ŋ] | [tɕ] | [tɕ͈] | [tɕʰ] | [kʰ] | [tʰ] | [pʰ] | [h] |

Двойные чамо расположены непосредственно после своих одиночных. Нет различия между немым и носовым ㅇ.
Порядок гласных чамо:
|  | ㅏ  | ㅐ  | ㅑ   | ㅒ   | ㅓ  | ㅔ  | ㅕ   | ㅖ   | ㅗ  | ㅘ   | ㅙ   | ㅚ  | ㅛ   | ㅜ  | ㅝ   | ㅞ   | ㅟ  | ㅠ   | ㅡ  | ㅢ   | ㅣ  |
|  | [a] | [ɛ] | [ja] | [jɛ] | [ʌ] | [e] | [jʌ] | [je] | [o] | [wa] | [wɛ] | [ø] | [jo] | [u] | [wʌ] | [we] | [y] | [ju] | [ɯ] | [ɰi] | [i] |

Современные монофтонги идут первыми, перемежаясь производными формами: сначала добавляется и, затем форма на й. Дифтонги, начинающиеся на краткое у, упорядочены в соответствии с произношением: как ㅏ или ㅓ плюс вторая гласная, а не как отдельные диграфы.

#### Северокорейский порядок
В КНДР принят более традиционный порядок, основанный на трактате 1527 года «Хунмон чахве» (훈몽자회, 訓蒙字會).
|  | ㄱ  | ㄴ  | ㄷ  | ㄹ  | ㅁ  | ㅂ  | ㅅ  | ㆁ  | ㅈ   | ㅊ    | ㅋ   | ㅌ   | ㅍ   | ㅎ  | ㄲ  | ㄸ  | ㅃ  | ㅆ  | ㅉ   | ㅇ  |
|  | [k] | [n] | [t] | [l] | [m] | [p] | [s] | [ŋ] | [tɕ] | [tɕʰ] | [kʰ] | [tʰ] | [pʰ] | [h] | [k͈] | [t͈] | [p͈] | [s͈] | [tɕ͈] | [∅] |

Первая ㆁ называется «есиын» и обозначает велярный носовой согласный [ŋ], обычно стоящий только в конце слога. Собственно «иын» (ㅇ), используемая в начале слогов и всегда предшествующая гласной букве, стоит в алфавите последней.
Новые буквы, двойные чамо, поставлены в конце ряда согласных, перед «иыном», для того, чтобы не нарушать порядок традиционного алфавита.
Порядок гласных:
|  | ㅏ  | ㅑ   | ㅓ  | ㅕ   | ㅗ  | ㅛ   | ㅜ  | ㅠ   | ㅡ  | ㅣ  | ㅐ  | ㅒ   | ㅔ  | ㅖ   | ㅚ  | ㅟ  | ㅢ   | ㅘ   | ㅝ   | ㅙ   | ㅞ   |
|  | [a] | [ja] | [ɔ] | [jɔ] | [o] | [jo] | [u] | [ju] | [ɯ] | [i] | [ɛ] | [jɛ] | [e] | [je] | [ø] | [y] | [ɰi] | [wa] | [wɔ] | [wɛ] | [we] |

Все диграфы и триграфы, включая бывшие дифтонги ㅐ и ㅔ, расположены после базовых гласных, сохраняя традиционный алфавитный порядок.

### Названия букв
Порядок букв в чосонгыле называется канада (가나다 순), по первым трём чамо. Чамо получили названия от Чхве Седжина в 1527 году. КНДР стандартизировала названия при принятии чосонгыля в качестве официального письма.

#### Названия согласных
Современные согласные имеют имена в два слога, начинающихся и заканчивающихся на согласную:
| Буква | Южнокорейское название | Северокорейское название |
| ----- | ---------------------- | ------------------------ |
| ㄱ    | киёк (기역)            | киык (기윽)              |
| ㄴ    | ниын (니은)            | ниын (니은)              |
| ㄷ    | тигыт (디귿)           | тиыт (디읃)              |
| ㄹ    | риыль (리을)           | риыль (리을)             |
| ㅁ    | миым (미음)            | миым (미음)              |
| ㅂ    | пиып (비읍)            | пиып (비읍)              |
| ㅅ    | сиот (시옷)            | сиыт (시읏)              |
| ㆁ    |                        | есиын (옛이응)           |
| ㅈ    | чиыт (지읒)            | чиыт (지읒)              |
| ㅊ    | чхиыт (치읓)           | чхиыт (치읓)             |
| ㅋ    | кхиык (키읔)           | кхиык (키읔)             |
| ㅌ    | тхиыт (티읕)           | тхиыт (티읕)             |
| ㅍ    | пхиып (피읖)           | пхиып (피읖)             |
| ㅎ    | хиыт (히읗)            | хиыт (히읗)              |
| ㅇ    | иын (이응)             | иын (이응)               |

Все чамо в КНДР и все, кроме трёх, в Южной Корее имеют имена формата буква + и + ы + буква. Например, Чхве записывал пиып на ханче как 非 (пи), 邑 (ып). Названия для к, т и с являются исключениями, потому что в ханче нет иероглифов для ык, ыт, и ыс. 役 ёк используется для того, чтобы заменить ык. Так как в ханче нет подходящих иероглифов для ㄷ и ㅅ, Чхве выбрал два похожих иероглифа: 末 (кыт «конец») и 衣 (от «одежда»).
Изначально Чхве дал ㅈ, ㅊ, ㅋ, ㅌ, ㅍ и ㅎ названия в один слог (чи, чхи, кхи, тхи, пхи и хи соответственно), потому что они по документу «Хунмин Чоным» не предполагались для использования в качестве последних букв слога. Но после принятия новой орфографии, позволяющей такое использование, в 1933 году, имена были изменены на современные.
Двойные чамо образуются прибавлением к родительскому названию слова 쌍 (ссан), означающего «двойной», или слова 된 (твен), означающего «сильный», в случае КНДР. Таким образом:
| Буква | Южнокорейское название | Северокорейское название |
| ----- | ---------------------- | ------------------------ |
| ㄲ    | ссангиёк (쌍기역)      | твенгиык (된기윽)        |
| ㄸ    | ссандигыт (쌍디귿)     | твендиыт (된디읃)        |
| ㅃ    | ссанбиып (쌍비읍)      | твенбиып (된비읍)        |
| ㅆ    | ссансиот (쌍시옷)      | твенсиыт (된시읏)        |
| ㅉ    | ссанджиыт (쌍지읒)     | твенджиыт (된지읒)       |

В КНДР иногда используется альтернативный метод названия: к первому звуку прибавляется ы: буква + ы (ㅡ), например, 그 (кы) для ㄱ, 쓰 (ссы) для ㅆ и так далее.

#### Названия гласных
Названия для гласных чамо просто повторяют их произношение. Записываются с начальным ㅇ иын. Таким образом:
| Буква | Название |
| ----- | -------- |
| ㅏ    | а (아)   |
| ㅐ    | э (애)   |
| ㅑ    | я (야)   |
| ㅒ    | е (얘)   |
| ㅓ    | о (어)   |
| ㅔ    | э (에)   |
| ㅕ    | ё (여)   |
| ㅖ    | е (예)   |
| ㅗ    | о (오)   |
| ㅘ    | уа (와)  |
| ㅙ    | уэ (왜)  |
| ㅚ    | уэ (외)  |
| ㅛ    | ё (요)   |
| ㅜ    | у (우)   |
| ㅝ    | уо (워)  |
| ㅞ    | уэ (웨)  |
| ㅟ    | уи (위)  |
| ㅠ    | ю (유)   |
| ㅡ    | ы (으)   |
| ㅢ    | ый (의)  |
| ㅣ    | и (이)   |

### Устаревшие чамо
Ряд чамо является устаревшим. Некоторые из них представляют звуки, которые уже исчезли из корейского языка; некоторые обозначали звуки китайского языка, которые в корейском вообще никогда не использовались.
Наиболее часто встречающиеся устаревшие буквы:
- ㆍ, или 丶(арэа 아래아) — произношение среднее между о и э (ʌ);
- :, или ㆎ (арээ) — э;
- ㅿ (пансиот 반시옷) — назализованный звонкий палатальный спирант ʝ̃;
- ㆆ (ёрин хиыт 여린 히읗 «светлый хиыт», или твэн иын 된 이응 «сильный иын»): глоттальный звук; легче, чем ㅎ, но не такой гладкий, как ㅇ;
- ㆁ (есиын 옛이응): изначальная буква для носового [ŋ]; сохранилась как самостоятельная буква в северокорейском алфавите, в южнокорейском алфавите объединена с «иыном»;
- ㅸ (кабёун пиып 가벼운 비읍) — β.

Следующие три буквы обозначали звуки китайского языка:
- ㅱ — короткое у;
- ㆄ — ф;
- ㅹ — фф.

Также есть несколько устаревших двойных чамо:
- ㆅ (ссанхиыт 쌍히읗 «двойной хиыт»): [ɣ̈ʲ] или [ɣ̈];
- ㆀ (ссаниын 쌍이응 «двойной иын»): обозначал звук, пришедший из китайского языка.

В оригинальной системе хангыля двойные чамо использовались для представления некоторых китайских согласных. Только спустя некоторое время они получили современное произношение.
Также использовались согласные для обозначения двух рядов китайских зубных согласных: альвеолярных и ретрофлексных. У знаков, обозначающих альвеолярные согласные, была длиннее левая палочка, у ретрофлексных — правая.
| Базовые согласные        | ㅅ | ㅆ | ㅈ | ㅉ | ㅊ |
| Чидуым (альвеолярные)    | ᄼ | ᄽ | ᅎ | ᅏ | ᅔ |
| Чончхиым (ретрофлексные) | ᄾ | ᄿ | ᅐ | ᅑ | ᅕ |

Кроме перечисленных, в хангыле также присутствовали кластеры согласных, теперь в языке не использующиеся, например: ㅴ (псг) и ㅵ (пст), и дифтонги, использующиеся для записи некоторых китайских звуков, например ㆇ, ㆈ, ㆊ и ㆋ.

## Слоги хангыля
За исключением некоторых устаревших грамматических морфем, в хангыле буквы всегда объединяются в слоги, состоящие из двух, трёх, реже четырёх чамо: согласная буква обязательно начинает слог и называется начальной (чхосон, 초성, 初聲), гласная или дифтонг идёт следом и называется срединной (чунсон, 중성, 中聲). Слог может завершать (но необязательно) согласная (диграф из согласных), называющаяся завершающей (чонсон, 종성, 終聲). Если в слоге нет явной начальной согласной, он должен начинаться на немую ㅇ. Таким образом, слог в хангыле состоит минимум из двух чамо.
Множества начальных и конечных согласных неравны. Например, ㅇ, обозначающая носовое заднеязычное н, ставится только в конце слога, тогда как двойные буквы (за исключением ᆻ и ᆩ) могут появляться только в начале слога.
Позиция буквы в слоге определяется стандартными правилами, зависящими от формы буквы:
- Компоненты сложных чамо, такие, как ㅄ (пс), ㅝ (уо) или устаревшие ㅵ (пст), ㆋ (уйе), записываются слева направо.

- Срединные буквы записываются под начальными или справа от них, а в случае дифтонгов могут «охватывать» начальную букву снизу и справа: если срединная буква горизонтальная, как ы, тогда она записывается под начальной; если вертикальная, как ㅣ (и), то справа; если сочетает оба стиля, как ㅢ (ый), то «охватывает» начальную букву снизу и справа.

| начальная | срединная |

| начальная |
| срединная |

| начальная     | 2-я срединная |
| 1-я срединная | 2-я срединная |

- Завершающая буква, если она одна, всегда записывается снизу, под срединной. Такая буква называется патчим (받침).

| начальная   | срединная |
| завершающая |           |

| начальная   |
| срединная   |
| завершающая |

| начальная     | 2-я срединная |
| 1-я срединная | 2-я срединная |
| завершающая   |               |

Слоги всегда записываются в фонетическом порядке, начальная-срединная-завершающая. Поэтому:
- слоги с горизонтальной срединной записываются сверху вниз: 읍 (ып);
- слоги с вертикальной срединной и простой завершающей записываются по часовой стрелке: 쌍 (ссан);
- слоги с охватывающей срединной переключают направление записи (вниз-вправо-вниз): 된 (твен);
- слоги с завершающим диграфом записываются слева направо и сверху вниз: 밟 (пальп).

Получившийся слог записывается в квадрат такого же размера и формы, как и в ханче.
Без устаревших чамо в хангыле существует 11 172 возможных слога.

### Линейный хангыль
В XX в. рассматривался проект реформы хангыля, предусматривающий запись букв в линейном порядке, как в западных алфавитах: ㄱㅡㄴ (кын). Однако реформа не была осуществлена. Ныне подобная запись изредка встречается в компьютерных играх и комиксах как способ эмоционально выделить что-то или привлечь внимание.

## Орфография
До XX века в хангыле не существовало официальных орфографических правил. Из-за связывания конечного согласного с начальным гласным следующего слова, диалектных различий и других причин произношение корейских слов потенциально может иметь несколько вариантов. Царь Седжон предпочитал морфологическое написание фонетическому. Однако в хангыле преобладало фонемное озвучивание. С течением времени орфография стала частично морфофонемной, сначала это коснулось существительных, затем и глаголов.
- Произношение и перевод:

«человек, который не может этого сделать».
(мотханын сарами)
[mo.tʰa.nɯn.sa.ɾa.mi]
- Фонетическая орфография:

/mo.tʰa.nɯn.sa.la.mi/
모타는사라미
- Морфологическая орфография:

|mos.ha.nɯn.sa.lam.i|
못하는사람이
- Поморфемный анализ:

|  | 못-하-는   | 사람-이 |
|  | мот-ха-нын | сарам-и |

Общество хангыль, основанное Чу Си Гёном, в 1933 году объявило о предложении новой, строго морфофонической орфографии, которая стала прототипом современной орфографии в Северной и Южной Корее. После того, как Корея была разделена, Север и Юг пересмотрели орфографию отдельно. Руководящий текст для орфографии корейского алфавита называется «Хангыль мачхумбоп», последняя ревизия которого в Южной Корее была опубликована в 1988 году Министерством образования.

## Стиль
Писать на хангыле можно как сверху вниз, так и слева направо. Традиционным стилем, пришедшим из Китая, является запись сверху вниз, причём столбцы идут справа налево. Горизонтальная запись была предложена Чу Си Гёном, став к сегодняшнему дню стандартной.
Со временем был разработан каллиграфический стиль записи на хангыле, который имел много общего с китайской каллиграфией. Такой стиль называется «мёнджо» и в настоящее время используется в изобразительном искусстве, книгах и журналах. Кроме того, некоторые компьютерные шрифты для корейского языка также выполнены в стиле мёнджо.

## Кодировка
В Юникоде можно кодировать как группы букв целиком (диапазон Hangul Syllables, U+AC00…U+D7A3), так и буквы по отдельности (диапазон Hangul Jamo, U+1100…U+11FF) — в последнем случае печатающее устройство должно само формировать из них группы.
| цельные группы символов   | 대한민국 | 4 символа Юникода   | B300 D55C BBFC AD6D                                    |
| составные группы символов | 대한민국 | 11 символов Юникода | 1103 1162 1112 1161 11AB 1106 1175 11AB 1100 116E 11A8 |

Слоги из диапазона Hangul Syllables отсортированы в южнокорейском алфавитном порядке. Они разбиты на 19 групп по 588 слогов, каждая группа представляет собой слоги, начинающиеся с одной и той же согласной. Так, U+AC00…U+AE4B — слоги, начинающиеся с киёк, U+AE4C…U+B097 — с ссангиёк, и так далее. Каждая группа, в свою очередь, делится на 21 подгруппу (по центральным гласным) из 28 слогов (по конечным согласным). Таким образом, номер слога в Юникоде можно рассчитать по формуле:
0xAC00 + (номер_начальной_согласной минус один) × 588 + (номер_гласной минус один) × 28 + (номер_конечной_согласной или 0)
Например, для слога 엄 номер начальной согласной равен 12, номер гласной равен 5, номер конечной согласной равен 16; стало быть, в Юникоде он имеет номер 0xC5C4 = 0xAC00 + 0x1944 + 0x0070 + 0x0010.

## Транскрипция

### Кириллизация
В середине 1950-х годов профессор А. А. Холодович разработал систему транскрипции хангыля с использованием кириллицы. Вскоре эта система была доработана советским кореистом Львом Концевичем. Система Концевича отличается от системы Холодовича использованием дж вместо чж для описания звука, передаваемого буквой ㅈ в интервокальной позиции, а также слитным написанием корейских имён.
В настоящее время система Концевича стала фактически стандартом транскрибирования корейского языка.

### Романизация
Существует несколько систем передачи корейских слов латиницей:
1. Новая латинская транскрипция (новая романизация) — принята в 2000 году.
2. Система Маккьюна—Райшауэра (Маккьюн—Райшауэр) — принята в 1937 году.
3. Система Мартина (Йельская романизация корейского[англ.]) — принята во время Второй мировой войны.